# وامانریپا (خونین)
وامانریپا (به اسپانیایی: Wamanripa) یک کوه در پرو است که در Peru, Junín Region واقع شده‌است. وامانریپا ۵٬۰۰۰ متر بالاتر از سطح دریا واقع شده‌است.